# NGC 4519
NGC 4519 (другие обозначения — UGC 7709, MCG 2-32-135, ZWG 70.167, VCC 1508, IRAS12308+0856, PGC 41719) — спиральная галактика с перемычкой (SBcd) в созвездии Девы.
Для этой галактики измерена скорость вращения бара — 45 км/с/кпк, и спиральной структуры — 20 км/с/кпк, и определено положение внешнего и внутреннего резонанса Линдблада — на расстояниях соответственно 1,5 кпк и 200 пк от центра. И в баре, и в спиральных рукавах наблюдается большое количество областей H II, в центре галактики много молекулярного газа. Возможно, в центре располагается чёрная дыра средней массы.
Этот объект входит в число перечисленных в оригинальной редакции «Нового общего каталога».